# Aspiran (strugure)

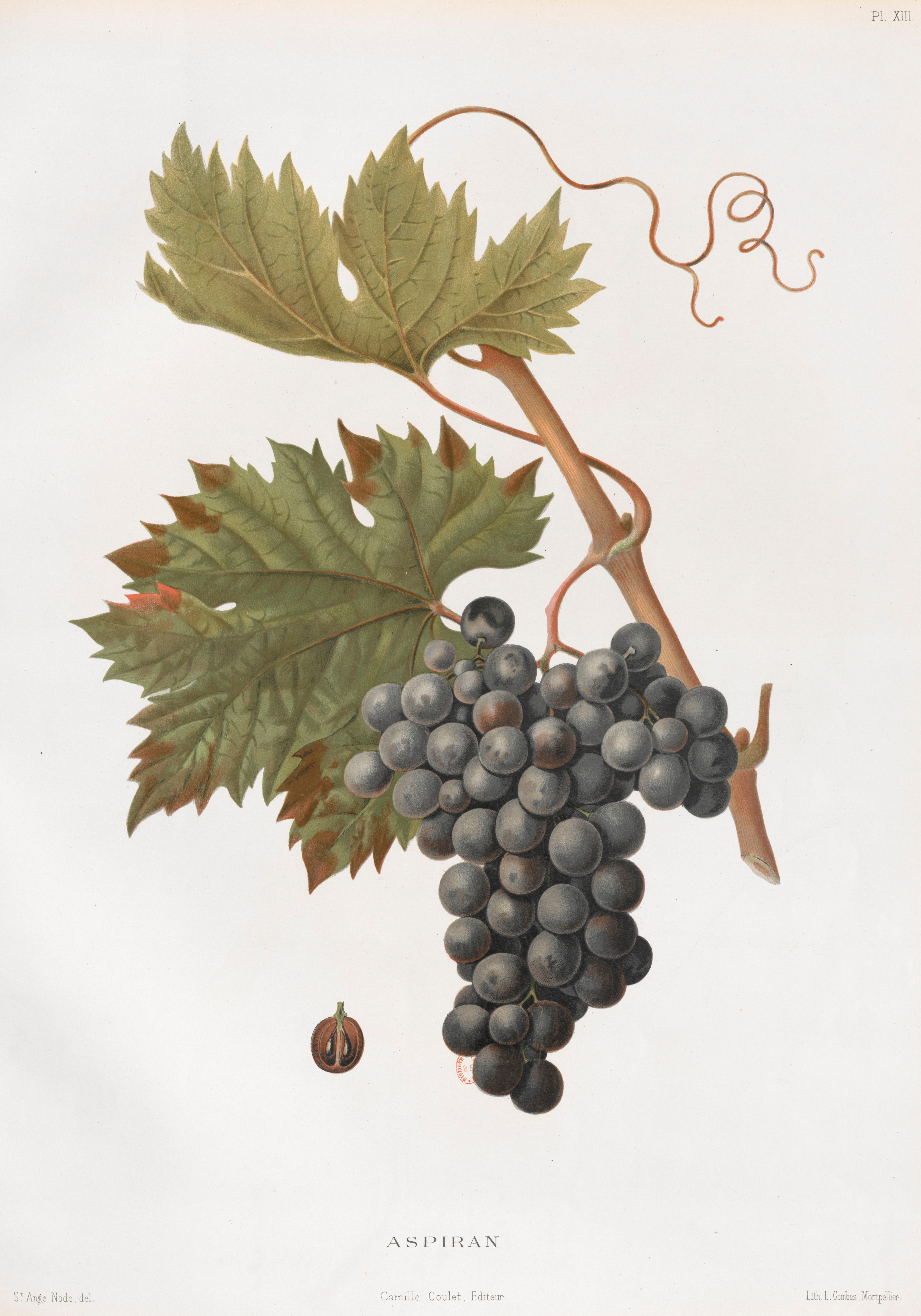
Aspiran. Litografie.

Aspiran sau Aspiran negru este un soi de viță de vie cu struguri roșii originar din Franța, cultivat îndeosebi în Languedoc unde se permite folosirea denumirii  de origine controlată (DOC) Minervois și Minervois-La-Livinière la vinurile roșii și roz. Aspiran are o aciditate moderată și este, în general, ușor corpolent.

## Istorie
Originea soiului este necunoscută. Denumirea lui vine, cel mai probabil, după orașul Aspiran în Hérault.. Primele mențiuni ale acestui soi sunt în jurul anului 1500. În cartea lui Pierre Magnol, Prodromus historiae generalis plantarum, in quo familiae plantarum per tabulas disponuntur scrisă în 1686, este menționat cu numele Espiran. Aspiran este un soi foarte vechi, cu o lunga istorie, din care se produc vinuri corpolente și ușor parfumate.  Înaintea epidemiei de filoxeră, Aspiran negru era cultivat în special în Hérault, Languedoc, unde suprafața ocupată de acest soi reprezenta un sfert din suprafața plantațiilor de vie din acest departament. În 1956 o mare parte din viile cu acest soi au distruse de gerul sever din acel an. În 1988, mai erau doar 7 ha ocupate cu acest soi.

## Răspândire
Podgoriile unde este plantat soiul Aspiran sunt de-a lungul coastelor mediteraneene. Zonele de plantare sunt situate în regiunile cele mai aride și fierbinți din Franța. Perioada de creștere este mai-august, care este una foarte uscată, cu o temperatură de 47 de grade Celsius. 

## Asocierea cu preparate culinare
Europenii preferă să consume vinul Aspiran la paste cu friptură de vită. În Africa și Orientul Mijlociu este asociat cu carne de miel acoperită cu nuci și pinenut kofta. Americanii preferă să consume vinul Aspiran cu carne de vită, la grătar sau la frigare.

## Alte soiuri înrudite
În afară de acest soi mai există Aspiran blanc, Aspiran gris și Aspiran Verdal, dar numai Aspiran noir este numit pur și simplu Aspiran. Acesta nu trebuie confundat cu soiul de struguri albi grec Aspirant.

## Sinonime
Acest soi mai este cunoscut sub denumirile Aspirant, Epiran, Espiran, Peyral, Peyrar, Piran, Ribeyrenc, Riverain, Riveyrenc, Riveyrene, Spiran, Verdai, Verdal sau Verdal noir, fie sub denumirea tradusă în alte limbi, Aspiran Chernyi, Aspiran Csornüj. 